# Chewey (Oklahoma)
Chewey est une census-designated place du comté d'Adair, dans l'État d'Oklahoma, aux États-Unis,. En 2020, elle compte une population de 548 habitants.